# جایزه بزرگ موناکو ۱۹۹۳
جایزه بزرگ موناکو ۱۹۹۳ (انگلیسی: ‎1993 Monaco Grand Prix‎) یک مسابقهٔ موتوری در رشتهٔ اتومبیل‌رانی فرمول یک بود که در تاریخ ۲۳ مهٔ ۱۹۹۳ در پیست موناکو واقع در مونت‌کارلو، موناکو برگزار شد. این گراند پری در میان ۱۶ گراند پری در فصل ۱۹۹۳، مسابقهٔ شمارهٔ ۶ بود.
در این مسابقه که در ۷۸ دور و به مسافت ۲۵۹٫۵۸۴ کیلومتر (۱۶۱٫۲۹۸ مایل) برگزار شد، پول پوزیشن توسط آلن پروست کسب شد و سریع‌ترین زمان برای طی یک دور پیست که برابر با ۱:۲۳٫۶۰۴ بود نیز توسط آلن پروست به ثبت رسید.
آیرتون سنا از تیم مک‌لارن-فورد، دیمون هیل از تیم ویلیامز-رنو و ژان آلسی از تیم فراری به‌ترتیب مقام‌های اول تا سوم مسابقه را کسب کردند.

## رده‌بندی قهرمانی پس از مسابقه
| جایگاه | راننده         | امتیاز |
| ------ | -------------- | ------ |
| ۱      | آیرتون سنا     | ۴۲     |
| ۲      | آلن پروست      | ۳۷     |
| ۳      | دیمون هیل      | ۱۸     |
| ۴      | میشائیل شوماخر | ۱۴     |
| ۵      | مارک بلاندل    | ۶      |
| منبع:  |                |        |

| جایگاه | سازنده      | امتیاز |
| ------ | ----------- | ------ |
| ۱      | ویلیامز-رنو | ۵۵     |
| ۲      | مک‌لارن-فورد | ۴۴     |
| ۳      | بنتون-فورد  | ۱۹     |
| ۴      | لیجیه-رنو   | ۱۱     |
| ۵      | لوتوس-فورد  | ۷      |
| منبع:  |             |        |

یادداشت
- تنها پنج جایگاه نخست از هر رده‌بندی نمایش داده شده‌است.